# 深沟蓝蛤
深沟蓝蛤（学名：Corbula fortisulcata），中国大陆称作深溝藍蛤，台湾称作台灣抱蛤，是海螂目抱蛤科抱蛤属的一种。主要分布于中国大陆、台湾，常栖息在潮间带至潮下带。